# Säckelgraben
Der Säckelgraben ist ein über fünf Kilometer langer, in Nieder-Mörlen teilweise verrohrter Graben in der Wetterau im hessischen Wetteraukreis, der mit fast unmerklichem Gefälle in der Gemarkung von Ober-Mörlen an der Grenze zum Butzbacher Ortsteil Ostheim beginnt und aus nördlicher Richtung kommend, nun mit merklichem Gefälle, im Bad Nauheimer Ortsteil Nieder-Mörlen, an der Grenze zu Bad Nauheim, von links in die Usa mündet.

## Geographie

### Verlauf

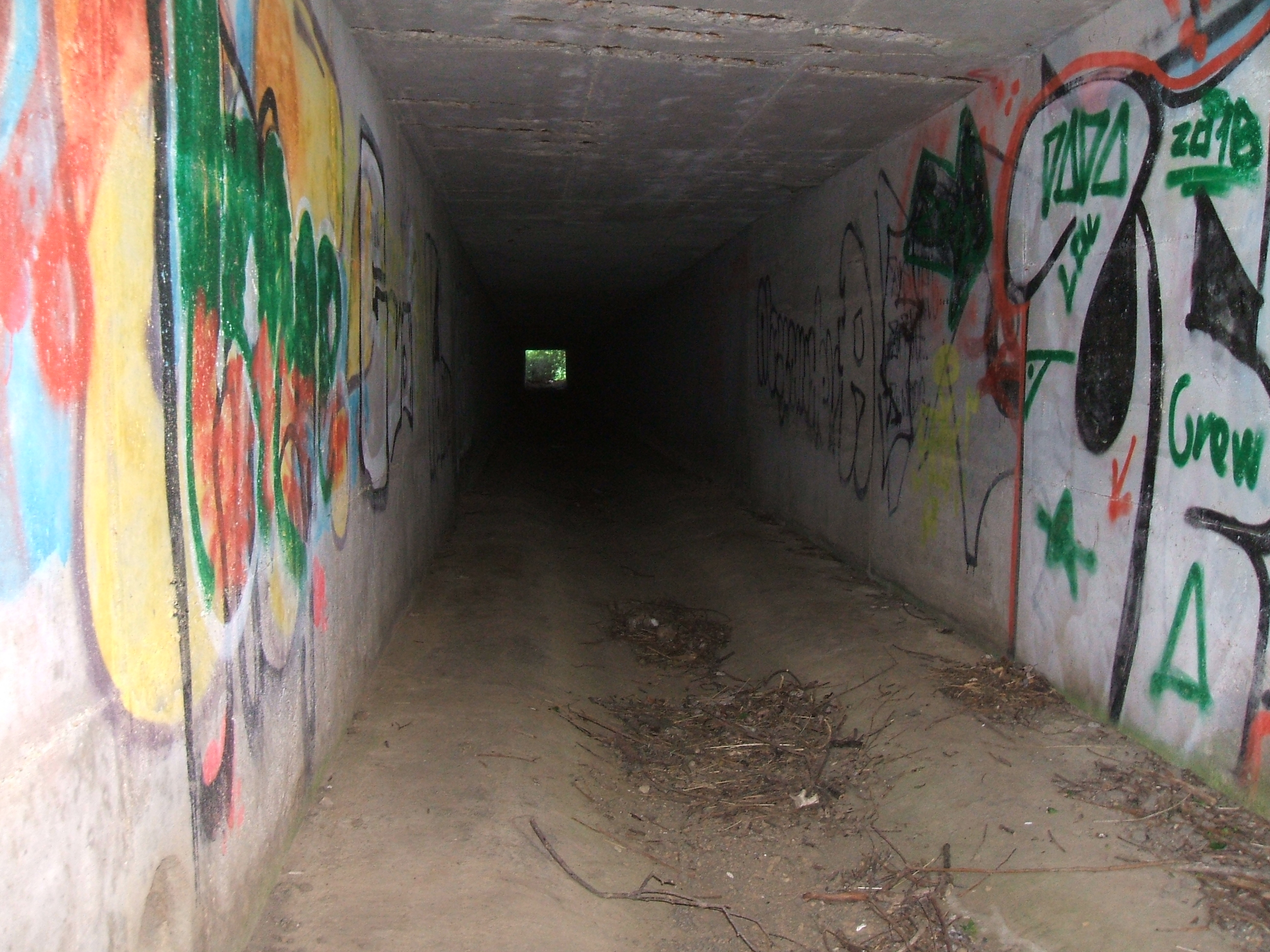
BAB-Durchlass quadratisch, prakt…

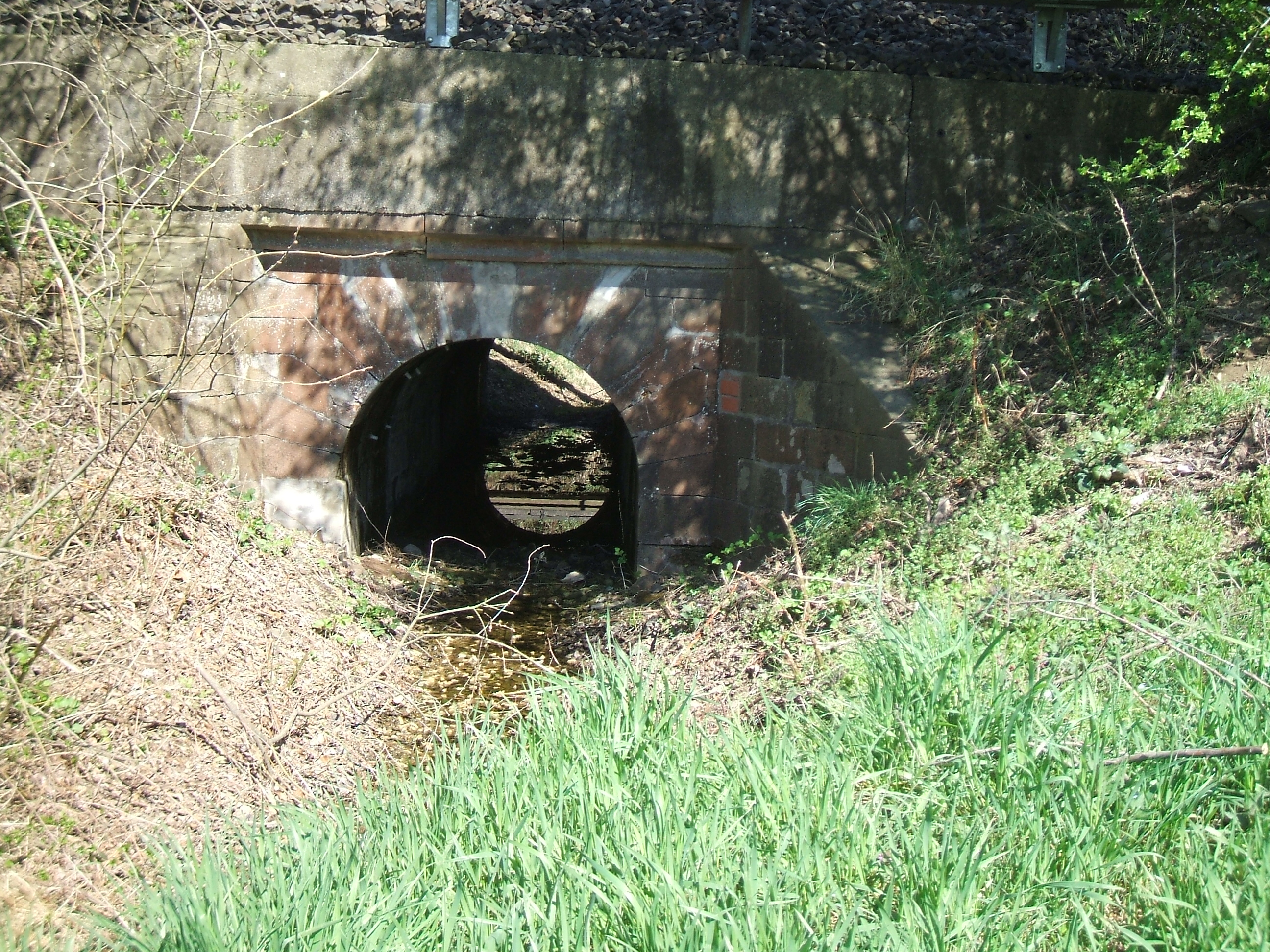
Von Ober- nach Nieder-Mörlen (v./h.)

#### In Ober-Mörlen

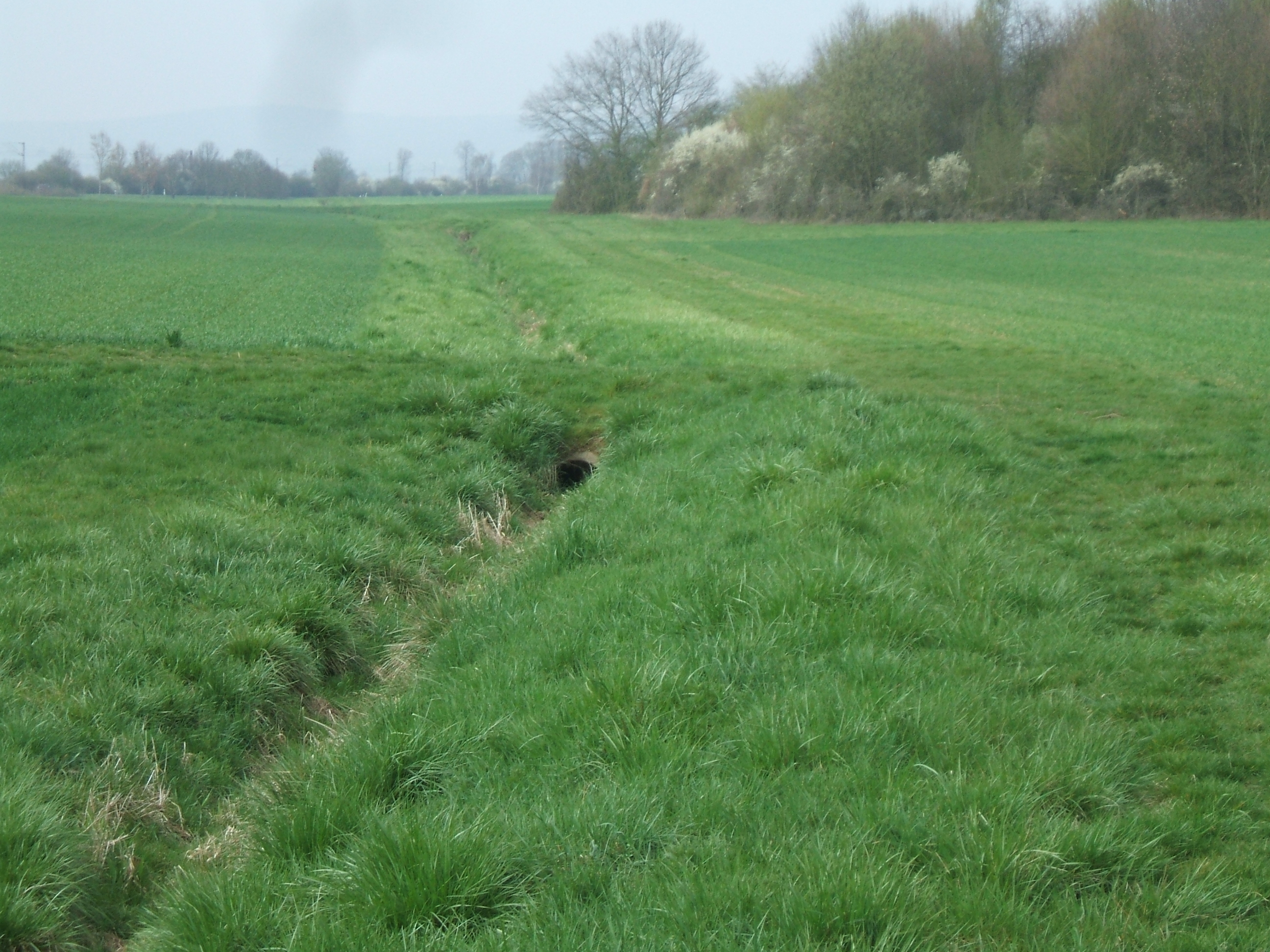
Vor ehem. Kiesgrube Nieder-Mörlen

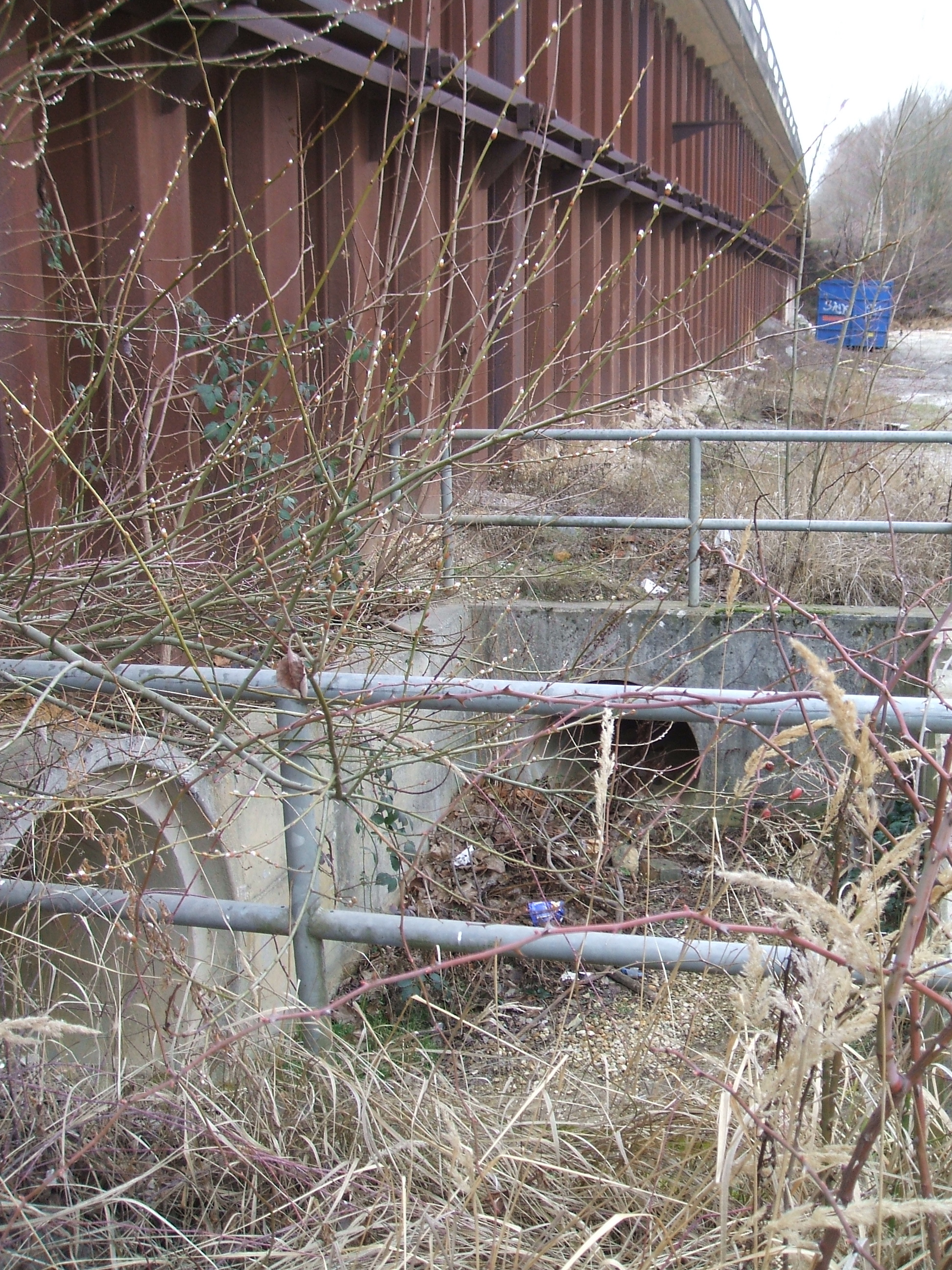
Betonbecken in Kiesgrube an Nieder-Mörler Bahnunterführung/B 3

Der Säckelgraben beginnt auf einer Höhe von etwa 190 m ü. NHN im Teilnaturraum Butzbacher Becken zwischen den intensiv genutzten Feldfluren Unterm Kalk im Norden und Hintere Weide im Süden am Ende eines aus Ostheim kommenden Rohres ⊙. Seine Sohle besteht zu Anfang, so wie zu Ende, aus aneinander gelegten Beton-Halbschalen.
An seinem Beginn bis zum Durchlass von ungewöhnlichem quadratischen Querschnitt unter der Bundesautobahn A 5/E 451 ist er beidseitig von Bäumen und Büschen bestanden (darunter Eberesche, Elsbeere, Feldahorn, Hainbuche, Hartriegel-Sorten, Hasel, Kirsche, Schneeball, Traubenkirsche). So verläuft er 1¼ km trocken zunächst stark begradigt ostwärts zwischen der Flur Untere Weide auf seiner linken Seite und der Flur Hintere Weide auf der rechten, wobei er sich allmählich dem Verlauf der Main-Weser-Bahn annähert, und wird von mehreren Feld- und einem Radweg (Ober-Mörlen – Nieder-Weisel – Butzbach mit einem Stück an der A 5 samt Abzweig vorher nach Steinfurth an den „Römerhöfen“ vorbei) überbrückt.
Östlich der A 5 hat er einen dreieckigen bis trapezförmigen Querschnitt, dessen Uferhänge komplett grasbewachsen sind. Einige alte Erlen und junge Weiden stehen vereinzelt an seinen Ufern. Per Knick nach rechts und Südosten ist sein Lauf nahezu parallel zur Main-Weser-Bahn geworden. 600 m östlich der A 5 überquert ihn die Bundesstraße 275 (alte B 3) auf einer lang gezogenen Rampe, mit der auch die Main-Weser-Bahn überbrückt wird. Die Entwässerung der Straße und der Brücke bewirken anscheinend einen Wasserfluss im Graben. Östlich der B 275 kommt der Säckelgraben auf einer Strecke von fast 200 Metern dem Bahndamm so nah, dass er durch einen gemauerten Tunnel auf dessen Nordseite geführt wird, wo er nördlich der Flur Seckel zugleich in die Gemarkung von Nieder-Mörlen wechselt.

#### In Nieder-Mörlen
Mit dem Neubau der B 3a als Ortsumfahrung von Bad Nauheim und Nieder-Mörlen in den 1980er Jahren musste der Verlauf des Säckelgrabens unterhalb der Ober-Mörler Bahnunterführung geändert werden, da die Straße teilweise über ihn trassiert worden war. Zugleich wurde er von der Unteren Wasserbehörde des Wetteraukreises als Vorfluter für einen Teil der Straßenabwässer vorgeschlagen. So mündet, versteckt zwischen Bahn und Straße, von links und Westen ein Auslass der Straßenentwässerung in den Säckelgraben, der nach dem Durchlass unter der B 3 mit diesem Wasser ein durch Büsche und Bäume bewahrtes Feuchtbiotop unterhält. Entlang der B 3, auf etwa 200 Metern, begleiten den Graben diverse Gehölze. Danach biegt der Säckelgraben etwas nach links ab und verläuft südlich des etwa 200 m hohen Galgenbergs in der Flur Unter dem Galgenberg zuerst ostwärts, nach einem Knick nördlich der Flur Im Mittelfeld beim Steinfurther Loch südostwärts zum alten Verbindungsweg zwischen Nieder-Mörlen und Steinfurth und der später östlich davon angelegten Kiesgrube, an deren Grenzzaun er südwärts zum Beginn der Verrohrung geführt wird. Hier mündet ein weiterer Graben von der Straßenentwässerung der B 3 von rechts und Südwesten in den Säckelgraben. Das Messtischblatt von 1938 zeigt seinen ursprünglichen Verlauf auf deren Gelände. Für die Verrohrung, auf 350 bis 400 Metern, wäre der vorhandene Graben ideal gewesen. Heute ist sie vermutlich modifiziert, denn der ursprüngliche Einlass in die gemauerte Bahnunterführung liegt unter der B 3, der alte Bahndurchlass ist deshalb mit Betonrohren um die Straßenbreite verlängert und am Einlass mit einem Betonbecken versehen worden, dass die ursprüngliche Verrohrung zum neuen Einlass anbindet.
Nach einer einstweiligen Sicherstellung 2017 des seit Mitte der 1960er Jahre bis 2010 als Kiesgrube genutzten 17 Hektar umfassenden Geländes der Fa. Cemex GmbH ist dieses seit dem 19. November 2019 als NSG „Kiesgrube Laukertsberg bei Nieder-Mörlen“ festgestellt.

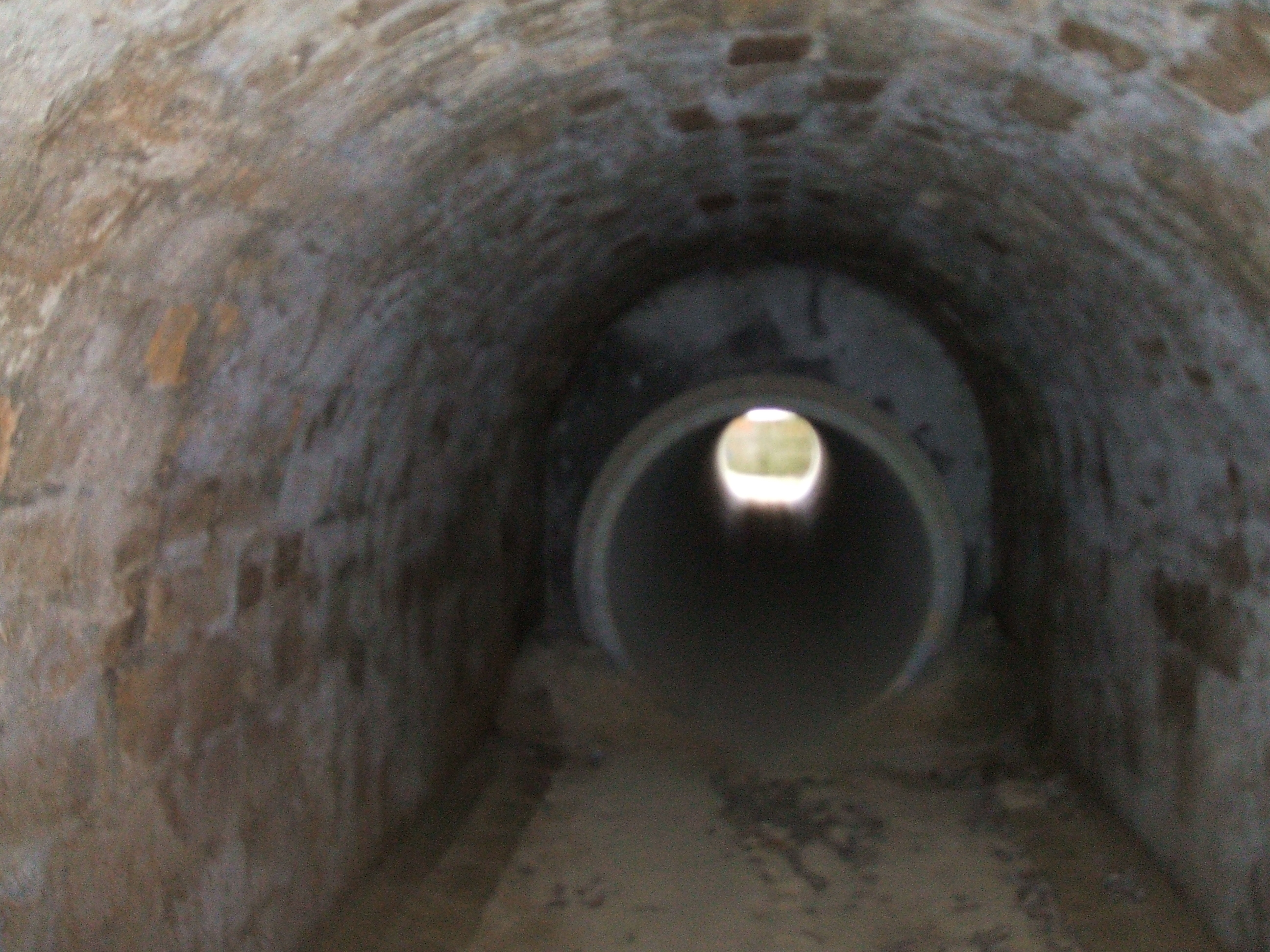
Bahnunterführung angestückelt

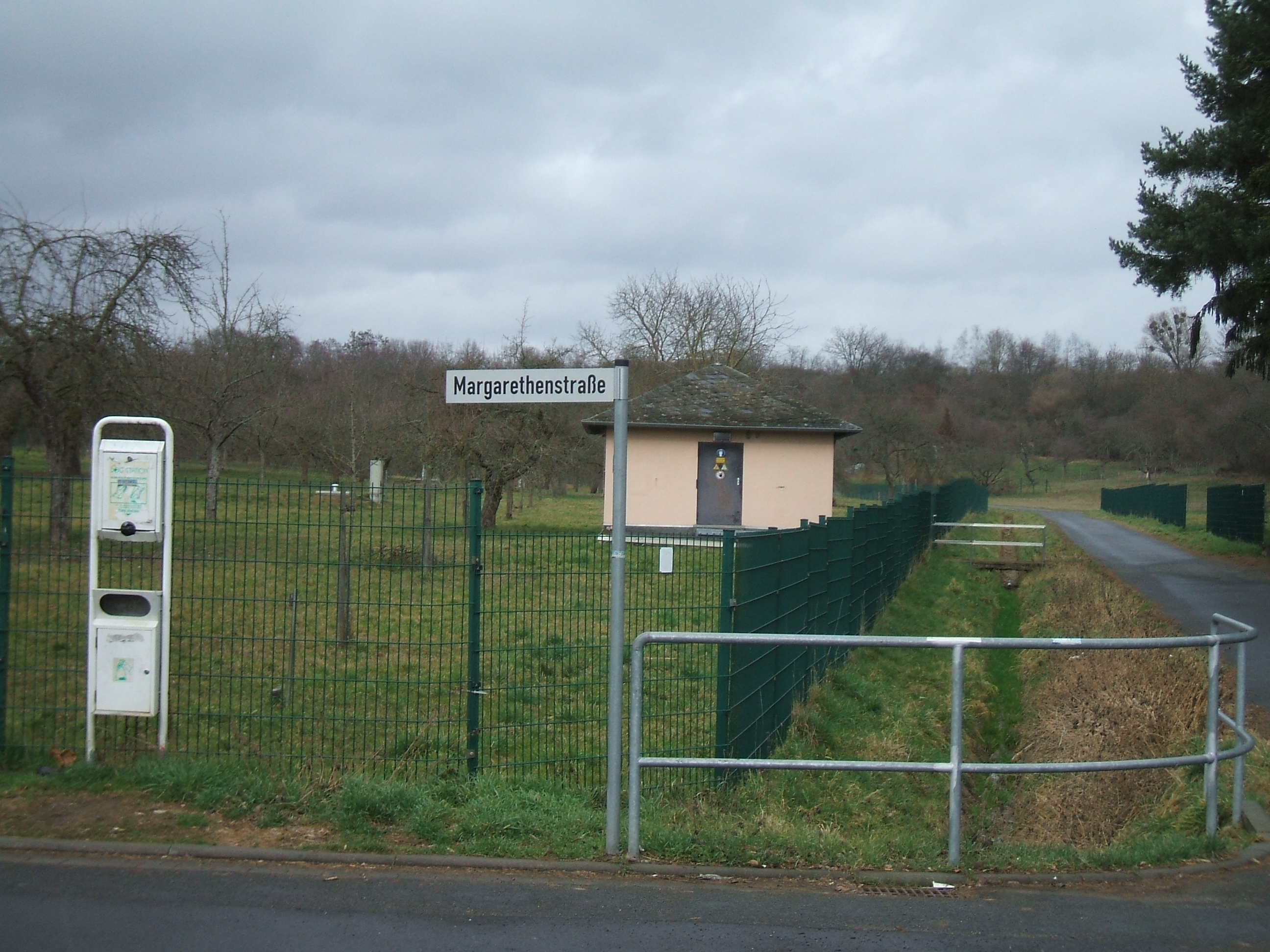
Trinkwassergewinnung/-chlorung

Unterhalb der Nieder-Mörler Bahnunterführung biegt der Säckelgraben um 90° nach links und Südosten und folgt der Main-Weser-Bahn, bis er in ein trockenes Staubecken gelangt. Oberhalb dessen ist ein Durchlass für die Straßenentwässerung der B 3 in den Bahndamm getrieben worden. Dieser Zulauf mündet über eine Rinne aus Basaltblöcken in eine Art Tosbecken und von links in den Säckelgraben. Ab dem vergitterten Beckenauslass durchquert der Graben, jetzt mit merklichem Gefälle weiter südostwärts ziehend, ein Flurstück mit Obstbäumen und Erlen und gelangt, einen Feldweg begleitend, in eine als Äcker und Wiesen genutzte Landschaft am Nieder-Mörler Ortsrand. Diese geht in ein extensiv als Wiese genutztes Trinkwasserschutzgebiet Grohborn/Säckelgraben über. Nach dem letzten Unterqueren eines Wegs mit wassergebundener Decke (in Verlängerung der unten anschließenden Barbarastraße) hat der Säckelgraben wieder ein aus Beton-Halbschalen gebildetes Bett. Im Gebäude zur Behandlung des gewonnenen Brunnenwassers mit Chlor entsteht ein Trinkwasserabfluss von mehreren Litern pro Stunde, der aus einem Plastikrohr von rechts in den Säckelgraben mündet und seine letzten etwa 250 Meter – davon über 200 Meter verrohrt unter einem Wohngebiet und der Frankfurter Straße – benetzt. Die letzte Verrohrung beginnt an der Margarethenstraße. Nach Unterqueren der Frankfurter Straße kommt der Säckelgraben etwa gegenüber der Einmündung der Steinfurther Straße wieder ans Tageslicht und hat noch wenige gepflasterte Meter in einer S-Kurve, bevor er schließlich bei Fluss-km 7,85 auf einer Höhe von 150 m und von links in die Usa mündet (an der noch eine alte gemauerte Befestigung steht, an beider linkem Ufer).
Der Säckelgraben erreicht nach einem 5,3 km langen Lauf mit mittlerem Sohlgefälle von rund 7,6 ‰ etwa 40 Meter unterhalb seines Ursprungs die Usa.

### Einzugsgebiet
Der Säckelgraben hat offiziell kein eigenes Einzugsgebiet und wird zum Teileinzugsgebiet 2484873 der Usa gerechnet.
Das unter 8 km² große Einzugsgebiet des Säckelgrabens liegt im Teilnaturraum Butzbacher Becken und gehört somit als Teileinheit der Haupteinheit Wetterau zur Haupteinheitengruppe Rhein-Main-Tiefland. Es wird über Usa, Wetter, Nidda, Main und Rhein zur Nordsee entwässert.
Das Einzugsgebiet grenzt
- im Norden an das des Wetterzuflusses Riedgraben,
- im Westen an das des Usazuflusses Fauerbach,
- und ansonsten an Teileinzugsgebiete von Usa und Wetter.

Das Einzugsgebiet wird zum größten Teil von landwirtschaftlich genutzten Flächen dominiert. Im Mündungsbereich überwiegen Siedlungsflächen.

### Zuflüsse
Der Säckelgraben hat keine namentlichen Zuflüsse.

### Flusssystem Usa
- Fließgewässer im Flusssystem Usa